# Dvůr Nasetice
Hospodářský dvůr Nasetice leží mezi obcemi Libosváry a Mířkov v okrese Domažlice. Ve středověku zde stála vesnice Nasetice od roku 1379. V roce 1544 byla ves součástí Miřkovského panství. Před rokem 1603 byl v místech zaniklé vsi vybudován hospodářský dvůr.
U dvora Nasetice leží od roku 1818 rybník, na druhé straně dvora stával ovčín. V roce 2021 je objekt využíván jako rekreační sídlo a ze starého hospodářského dvora zbyla barokní stodola. 